# Avenida Winston Churchill (Gibraltar)
La avenida Winston Churchill es la principal avenida del territorio británico de ultramar de Gibraltar.
Es la única avenida que entra y sale del territorio, conectándolo con España. Una vez que atraviesa La Línea de la Concepción la avenida se convierte en la autovía CA-34.

## Descripción
El extremo norte de la avenida comienza en la frontera entre Gibraltar con España, atraviesa el aeropuerto  de Gibraltar y pasa junto al Estadio Victoria. La avenida cruza la pista del aeropuerto al nivel de la superficie, por lo cual debe ser cerrada cada vez que una aeronave aterriza o despega. En 2009 el Gobierno de Gibraltar anunció que se construiría una nueva autopista. La nueva autopista atravesará el extremo este de la pista del aeropuerto de manera subterránea a través de un túnel de 350 metros.

## Galería de fotos

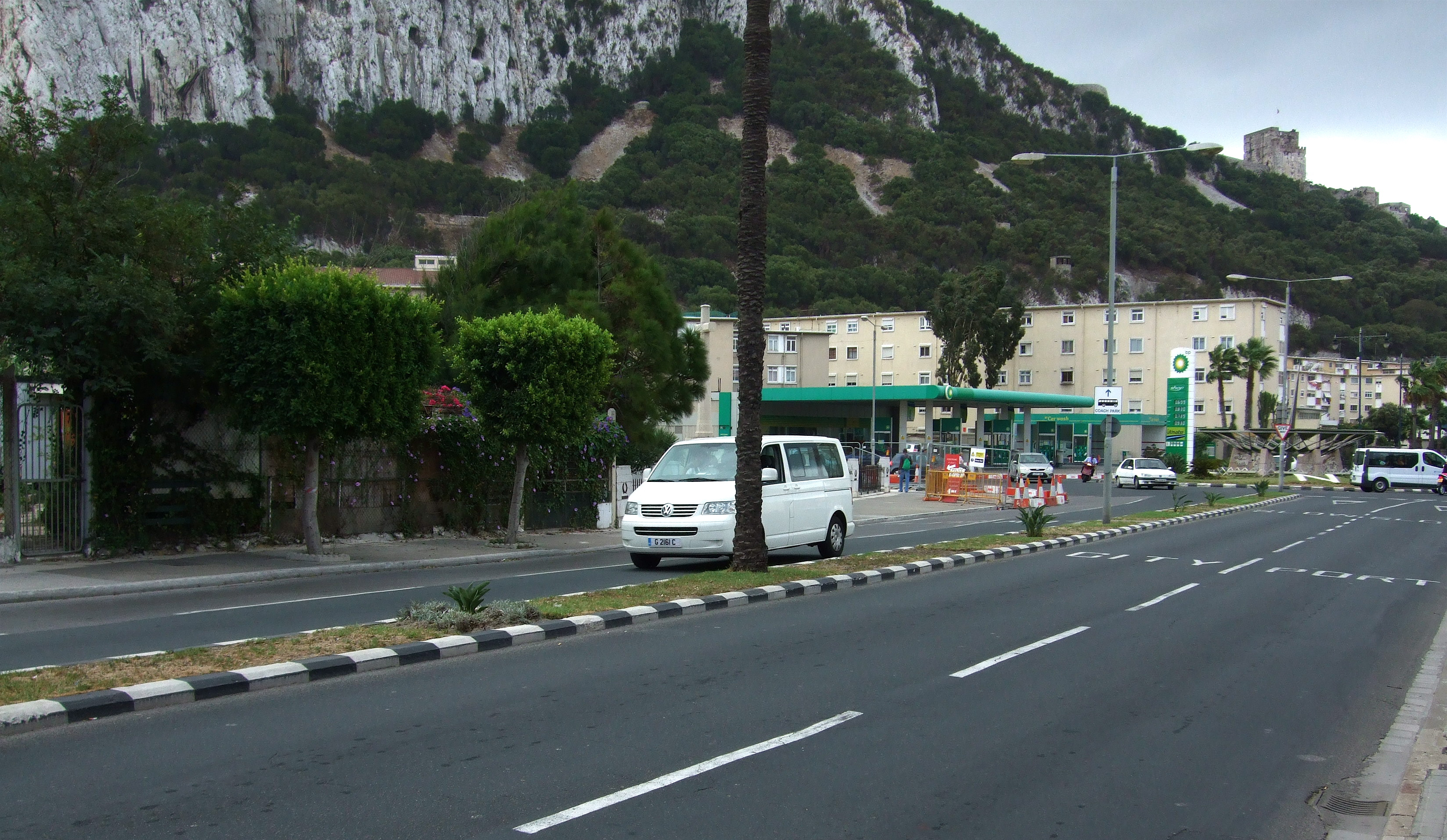
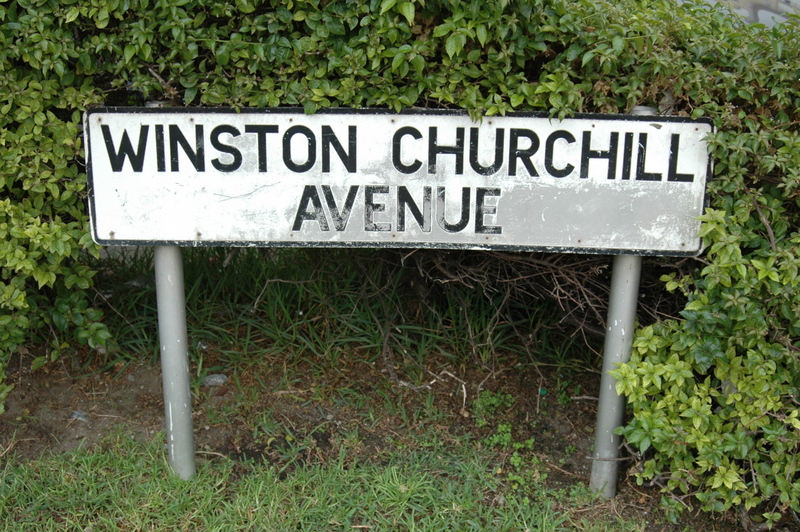
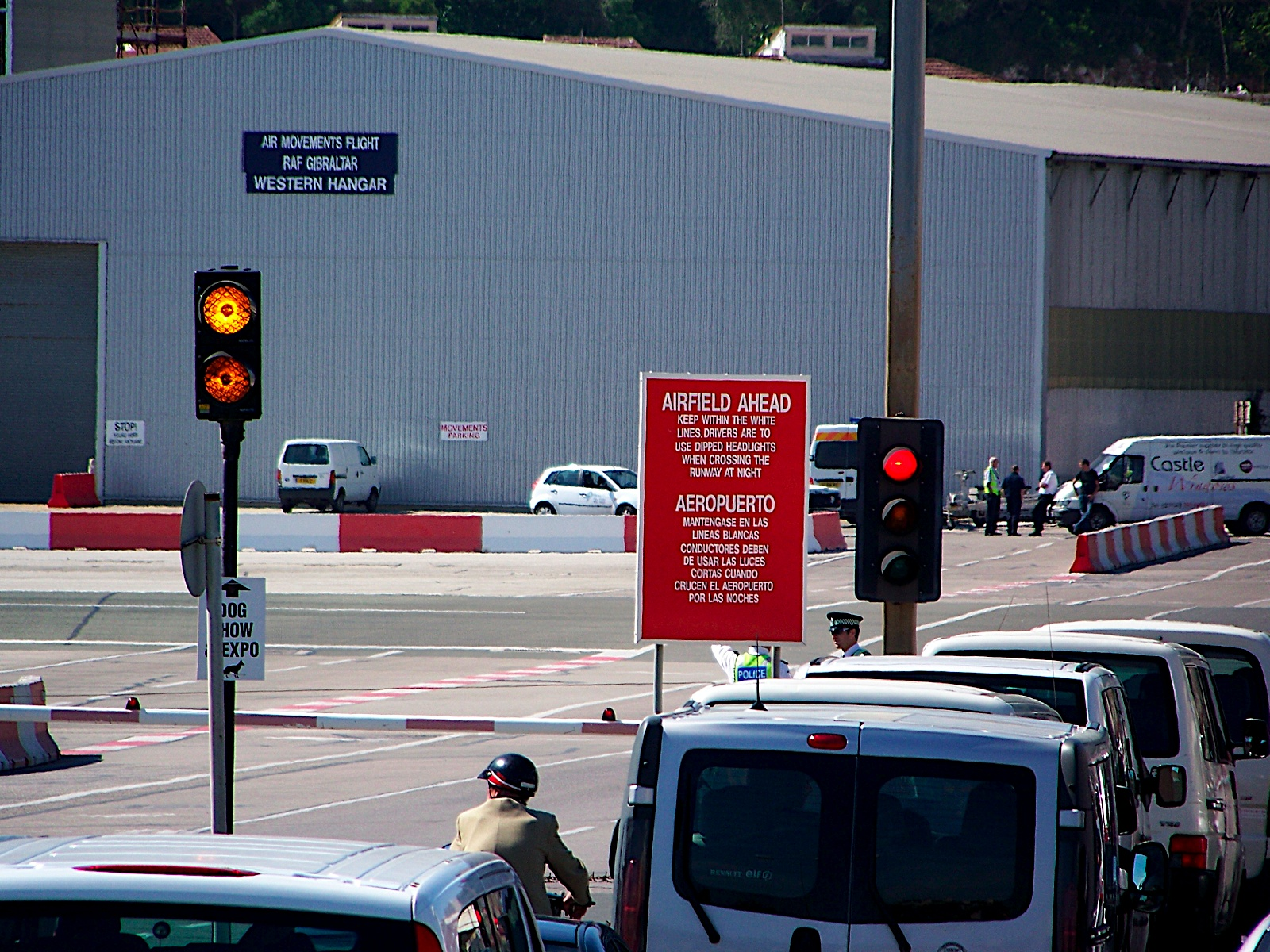
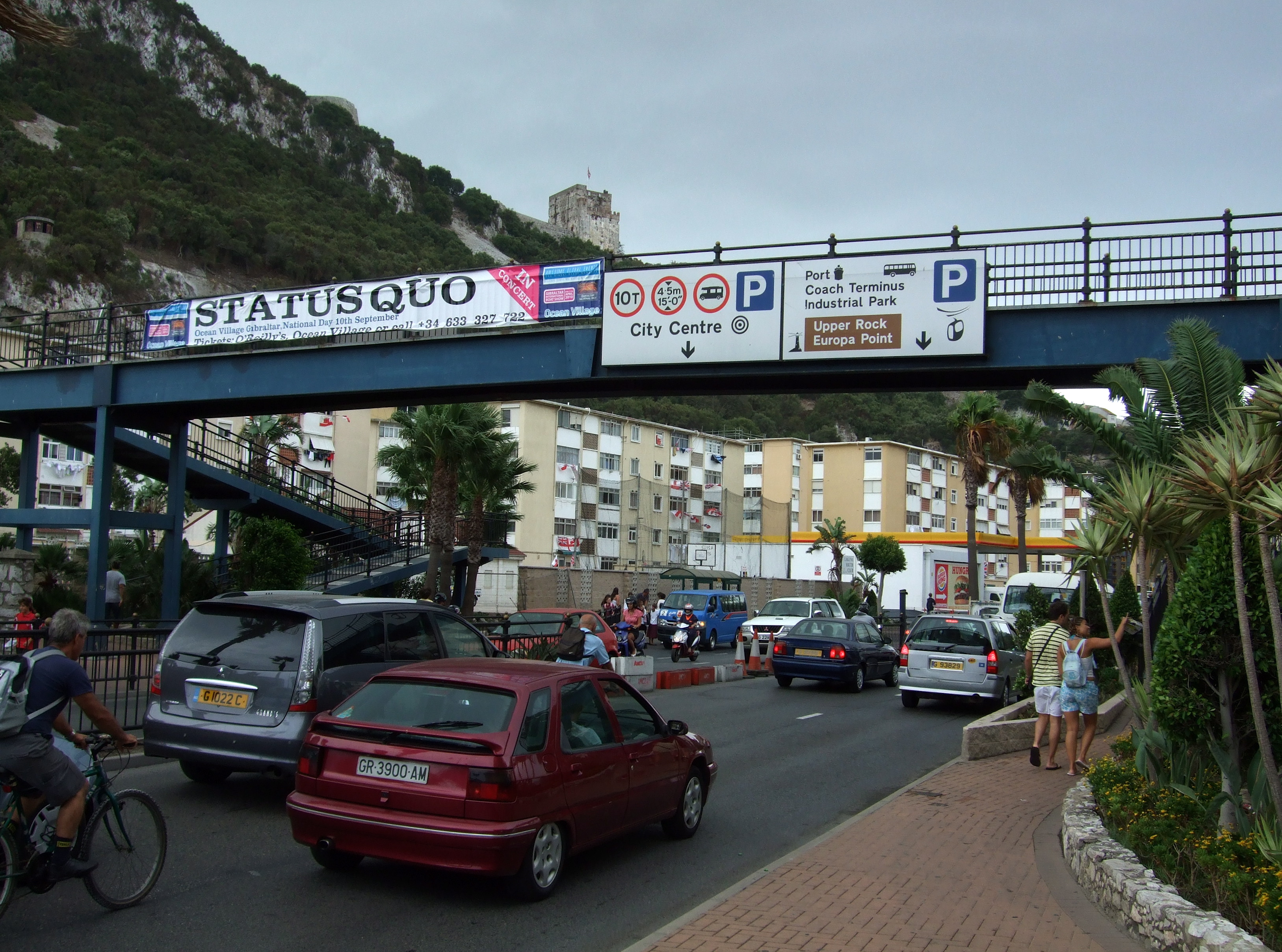